# Kinky Reggae
Kinky Reggae (zu deutsch etwa "Abartiger Reggae" oder "Perverser Reggae") ist ein Song von Bob Marley und seiner Band The Wailers. Es wurde auf dem Studioalbum Catch a Fire (1973) als siebtes von neun Liedern veröffentlicht.
Kinky Reggae zählt zu den bekannteren Songs von Marley. Der Song war fester Bestandteil auf Konzerten der Tourneen von 1973, 1975, 1976 und 1980 sowie vereinzelt in den Jahren 1978 und 1979. Eine Live-Aufnahme wurde auf dem Live-Album Babylon By Bus (1978) veröffentlicht.
Die Albumversion hat die Tonart a-Moll; auch auf Live-Auftritten wurde der Song in a-Moll gespielt. Die Dauer der Albumversion beträgt etwas mehr als dreieinhalb Minuten.